# Mei long
Mei long é um espécie de troodontídeo ancestral do Cretáceo Inferior, localizado na China e nomeado por Xing Xu e Mark Norell no ano de 2004.